# Roswitha Müller-Piepenkötter

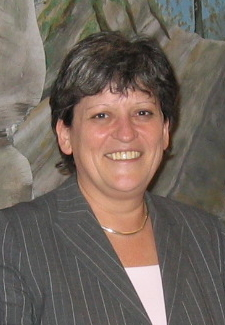
Roswitha Müller-Piepenkötter (2006)

Roswitha Müller-Piepenkötter (* 3. April 1950 in Waltrop) ist eine deutsche Juristin und Politikerin (CDU). Von 2005 bis 2010 war sie nordrhein-westfälische Justizministerin, von 2010 bis zum  September 2018 war sie Bundesvorsitzende des Weißen Rings.

## Leben
Nach dem Abitur 1968 am Geschwister-Scholl-Gymnasium in Lünen studierte sie Rechtswissenschaft in Tübingen und Münster.
Ab 1976 war sie Richterin in Dortmund, dann in Düsseldorf und Leverkusen, seit 1992 am Oberlandesgericht Düsseldorf. Von 1991 bis 2002 war sie Mitglied des Bezirksrichterrats beim Oberlandesgericht Düsseldorf. 2002 wurde sie Vorsitzende des Hauptrichterrates der ordentlichen Gerichtsbarkeit in Nordrhein-Westfalen und Vorsitzende des Bundes der Richter und Staatsanwälte in Nordrhein-Westfalen e. V.
Vom 24. Juni 2005 bis zum 15. Juli 2010 war sie Justizministerin des Landes Nordrhein-Westfalen im Kabinett Rüttgers und  Mitglied des Bundesrates vom 30. Juni 2005 bis zum 15. Juli 2010. Sie begründete in ihrem Ministerium die Expertengruppe Opferschutz und den pro Opfer-Tag der Landesregierung, der bisher 2009 und 2011 stattfand.
Als Mitglied der Bundesversammlung 2009 und  2010 nahm sie jeweils an der Wahl des Bundespräsidenten teil.
Nach der Abwahl der Regierung Rüttgers wurde Müller-Piepenkötter im Oktober 2010 zur Bundesvorsitzenden der Hilfsorganisation für Kriminalitätsopfer Weisser Ring gewählt.
Müller-Piepenkötter ist verheiratet, hat zwei Kinder und wohnt in Remscheid.